# Lijst van Azerbeidzjaanse luchtvaartmaatschappijen
Dit is een lijst van actieve en opgeheven luchtvaartmaatschappijen in Azerbeidzjan.

## Actieve luchtvaartmaatschappijen
| Luchtvaartmaatschappij | Naam in het Azerbeidzjaans | ICAO | IATA | Roepletter    |
| ---------------------- | -------------------------- | ---- | ---- | ------------- |
| Azal Avia Cargo        |                            | AHC  |      | AZALAVIACARGO |
| Azerbaijan Airlines    | Azərbaycan Hava Yolları    | AHY  | J2   | AZAL          |
| Silk Way Airlines      |                            | AZQ  | ZP   | SILK LINE     |
| Sky Wind               |                            | AZH  |      |               |
| SW Business Aviation   |                            | ESW  |      | W-BUSINESS    |

## Opgeheven luchtvaartmaatschappijen
| Luchtvaartmaatschappij | Naam in het Azerbeidzjaans | IATA | ICAO | Roepletter | Jaren       | Opmerkingen |
| ---------------------- | -------------------------- | ---- | ---- | ---------- | ----------- | ----------- |
| Imair Airlines         | İmair Hava Yolları         | IK   | ITX  | IMPROTEX   | 1994 - 2009 |             |
| Turan Air              |                            | URN  | 3T   | TURAN      | 1994 - 2013 |             |

Azal Avia Cargo · Azerbaijan Airlines · Silk Way Airlines · Sky Wind · SW Business Aviation

Opgeheven: Imair Airlines · Turan Air